# Senat der Republik Polen
Der Senat der Republik Polen (polnisch Senat Rzeczypospolitej Polskiej) ist die zweite Kammer des polnischen Parlaments in Ergänzung zur ersten Kammer, dem Sejm.

## Geschichte
Die Geschichte des Senats kann bis zum Rat der königlichen Berater im 15./16. Jh. zurückverfolgt werden.
Nach dem Ersten Weltkrieg wurde in dem restaurierten polnischen Staat die Parlamentsstruktur mit Sejm und Senat fortgeführt. Die Senatoren wurden – anders als zur Zeit vor den Teilungen Polens – direkt gewählt. Ab 1935 wurde ein Drittel der Senatoren vom Staatspräsidenten ernannt. Mit der deutschen Besetzung Polens 1939 endete die Tätigkeit des Parlamentes.
1946 wurde ein Einkammerparlament geschaffen und diese Entscheidung in einem gefälschten Referendum bestätigt. 1989, nach den Gesprächen am Runden Tisch, kehrte man zum Zweikammerparlament zurück.
Traditionell kümmert sich der Senat besonders um die polnischen Gemeinden außerhalb Polens, die Polonia.

## Funktion
Der Senat verfügt über eine beratende Funktion bei der Gesetzgebung. Aus dem Sejm kommende Gesetzesvorlagen können vor ihrer Weiterleitung an den Präsidenten durch den Senat zurückgewiesen werden, wobei entsprechende Korrekturen vorgeschlagen werden können. Die Entscheidung liegt dann beim Sejm, da das Vetorecht des Senats bei einem erneuten Durchgang des Entwurfs entfällt.

## Wahlsystem
Wahlen zum Senat finden alle vier Jahre statt, immer zeitgleich mit der Wahl zum Sejm, zuletzt am 15. Oktober 2023.
Es werden 100 Senatoren durch Direktwahl gewählt, jeweils einer pro Wahlkreis. Das Mindestalter für Senatoren beträgt 30 Jahre.
Laut Artikel 100 der Polnischen Verfassung von 1997 dürfen politische Parteien oder wahlberechtigte Personen einen Kandidaten für das Amt des Senators aufstellen, falls im zu kandidierenden Wahlkreis mindestens 2000 Unterstützungsunterschriften gesammelt wurden. Es ist nicht erlaubt, gleichzeitig für den Sejm und den Senat zu kandidieren.
Wie im Sejm werden auch im Senat Fraktionen nach Parteizugehörigkeit gebildet.

## Senatsmarschall

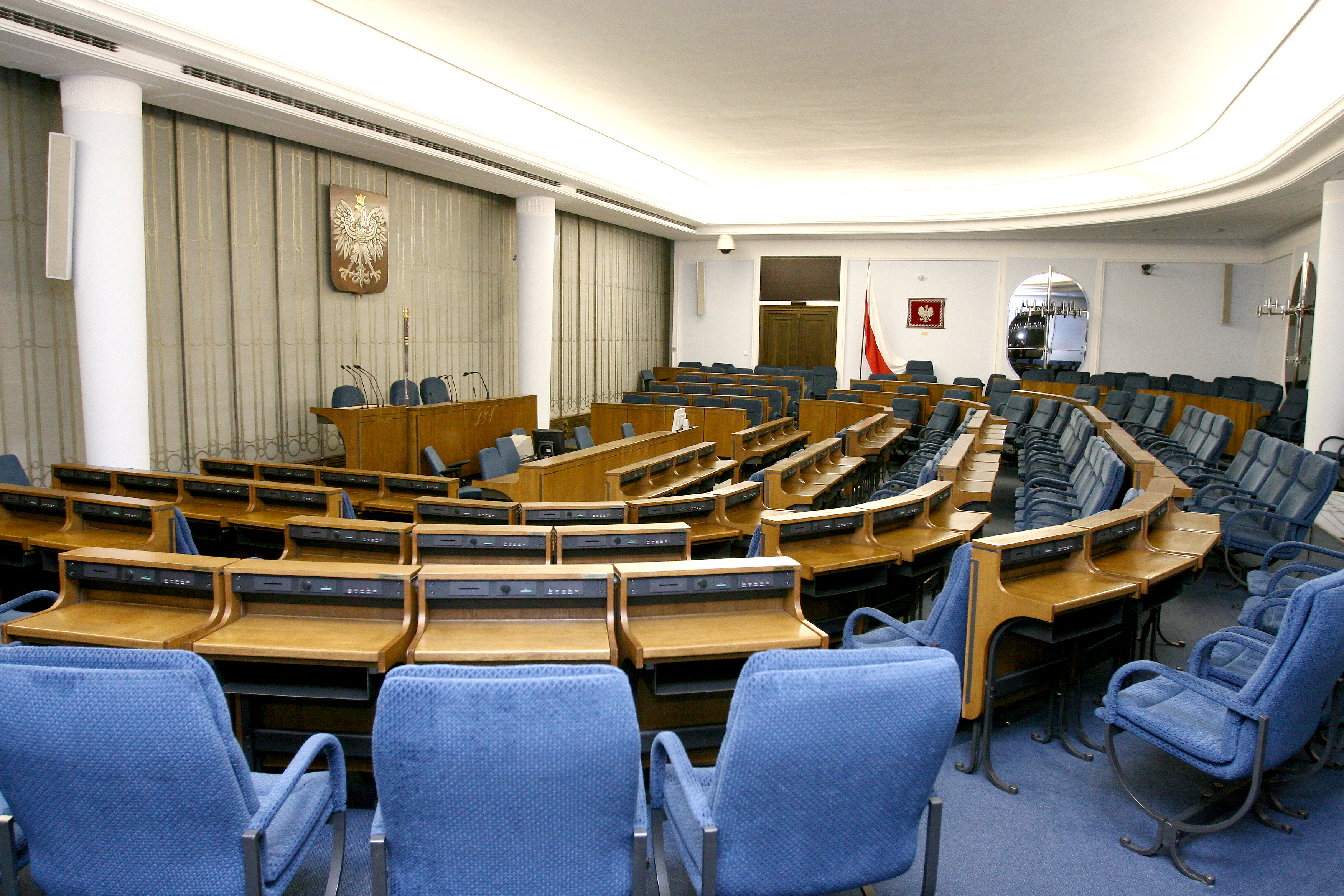
Sitzungssaal des Senats

Der Senatsmarschall (Senatspräsident, poln. Marszałek Senatu Rzeczypospolitej Polskiej) leitet die Sitzungen des Senats. Er nimmt in der protokollarischen Rangordnung in Polen die dritte Stelle hinter dem Präsidenten und dem Sejmmarschall ein.

### Senatsmarschälle seit 1989
| Wahlperiode | Dauer     | Marschall                 | Partei      |
| ----------- | --------- | ------------------------- | ----------- |
| 1.          | 1989–1991 | Andrzej Stelmachowski     | OKP         |
| 2.          | 1991–1993 | August Chełkowski         | Solidarność |
| 3.          | 1993–1997 | Adam Struzik              | PSL         |
| 4.          | 1997–2001 | Alicja Grześkowiak        | AWS         |
| 5.          | 2001–2005 | Longin Pastusiak          | SLD         |
| 6.          | 2005–2007 | Bogdan Borusewicz         | Unabhängig  |
| 7.          | 2007–2011 | Bogdan Borusewicz         | PO          |
| 8.          | 2011–2015 | Bogdan Borusewicz         | PO          |
| 9.          | 2015–2019 | Stanisław Karczewski      | PiS         |
| 10.         | 2019–2023 | Tomasz Grodzki            | PO          |
| 11.         | 2023–     | Małgorzata Kidawa-Błońska | PO          |